# DR 137 156 bis 159
Die Triebwagen-Baureihe DR 137 156 bis 159 waren dieselelektrische Triebwagen nach dem Muster der DR 137 094 … 223, die mit einem aufgeladenen Zweiwellen-Dieselmotor von MAN ausgerüstet waren. Durch die erhöhte Motorleistung konnten sie auf steigungsreichen Strecken eingesetzt werden. Die Fahrzeuge gelangten nach 1945 in den Bestand der Deutschen Bundesbahn und wurden als Reihe VT 38.0 bezeichnet. Ihr Einsatz dauerte bis 1965. Ein Fahrzeug der Serie ist erhalten geblieben, der ehemalige VT 137 158 wurde als Tunnelmesswagen weiterverwendet und befindet sich heute im Eisenbahnmuseum Bochum-Dahlhausen.

## Geschichte
Da die Maybach-Motorenbau GmbH ihre Motorenpalette durch Motoraufladung in der Leistung steigern konnte, entschloss sich auch MAN für seine Zweiwellenmotoren zu dieser Maßnahme. Die Deutsche Reichsbahn bestellte vier Fahrzeuge mit dieser Motorkonfiguration, um Vergleiche bezüglich der Leistungsfähigkeit und der Fahrdynamik zu erhalten. Besonderes Augenmerk wurde dabei auf den Steuerwagenbetrieb und beim Einsatz in schwierigen topografischen Verhältnissen gelegt. Die Fahrzeuge entsprachen dem Einheitsgrundriss und wiesen bedingt durch die geänderte Antriebsanlage einige Änderungen in der Maschinenanlage auf. Äußerlich waren sie als geänderte Einheitstriebwagen zu erkennen.
Die Fahrzeuge wurden im RAW Friedrichshafen Anfang 1936 abgenommen und gelangten in den Bereich der Reichsbahndirektion Karlsruhe, wo sie überwiegend auf der Schwarzwaldbahn eingesetzt wurden. Dabei haben die Triebwagen in den drei Jahren bis Kriegsbeginn Laufleistungen zwischen 140.000 und 200.000 Kilometer zurückgelegt. Alle Fahrzeuge überstanden den Zweiten Weltkrieg und verblieben nach Kriegsende in den Westzonen. Sie erhielten 1947 die neue Bezeichnung VT 38 000–003.
Nach Kriegsende waren die Triebwagen lange abgestellt und wurden 1949 nach gründlicher Aufarbeitung im Ausbesserungswerk Friedrichshafen wieder in Betrieb genommen. 1954 wurde für die drei noch verfügbaren Triebwagen der Motortausch mit dem Maybach GTO 6 verfügt. Vollzogen wurde er lediglich bei VT 38 002 und VT 38 003. Bei den Triebwagen mit getauschtem Motor blieb die Baureihenbezeichnung unverändert. Die VT 38 000 und VT 38 001 erhielten keinen neuen Motor, ersterer schied bereits 1952 aus, der VT 38 001 1955. Die verbliebenen Wagen taten Dienst bis 1960 und 1962. Während VT 38 003 nach der Ausmusterung zerlegt wurde, wurde VT 38 002 als Tunnelmesswagen 6210 Kar und ab 1968 712 001-7 weitergenutzt. In dieser Form diente er bis 1993 und wurde danach in den Bestand des Eisenbahnmuseums Bochum-Dahlhausen übernommen.

## Fahrzeugbeschreibung
Die Fahrzeugrahmen und -kästen entsprachen größtenteils den DR 137 094 … 223 mit Änderung durch die Anordnung der Maschinenanlage, die entgegen den Einheitstriebwagen bei den DR 137 156 bis 159 nicht im Drehgestell, sondern am Wagenkasten aufgehängt war. Dadurch konnte eine nach beiden Seiten abgeschottete Maschinenkammer eingerichtet werden, was die Arbeitsbedingungen für den Lokführer deutlich verbesserte. Die Trennwand zum Einstiegsraum war feuersicher gestaltet.
Dieselmotor und Hauptgenerator waren auf einem Maschinentragrahmen gelagert, der am Hauptrahmen angehängt und mit Gummielementen gefedert war. Eingebaut wurde der MAN-Zweiwellen-Motor L 2×6V 17,5/18 A. Dieser besaß zwei Kurbelwellen, die mit einem Ritzelgetriebe auf einen gemeinsamen Ausgang wirkten. Die Leistung konnte durch Aufladung gegenüber der Grundversion um 120 PS gesteigert werden. Angelassen wurde der Motor durch den Hauptgenerator. Die elektrische Ausrüstung von BBC Mannheim entsprach dem Prinzip der Einheitstriebwagen, nahm jedoch auf die erhöhte Leistung des Dieselmotors Rücksicht. Sämtliche elektrischen Maschinen waren eigenbelüftet. Bei Ausfall der Diesel-Generator-Einheit konnte mit einer batteriegesteuerten Hilfssteuerung das Fahrzeug die Strecke räumen.